# 張問達
張問達（1554年—1625年），字德允，號誠宇，陝西省西安府涇陽縣人，明朝政治人物。萬曆癸未進士，天啟初，官至吏部尚書。

## 生平
由國子生中式萬曆元年（1573年）癸酉陝西鄉試第四名舉人，萬曆十一年（1583年）癸未科會試第二百三十四名，第三甲第四十一名进士。工部觀政，本年任山西高平县知县，丁憂歸。十五年復除山東濰縣知县，有惠政。十九年行取，二十年授刑科給事中，二十一年三月升禮科右，差巡青，五月升工科左，丁憂歸。二十八年起補工科左，与户部主事鲍应鳌主考山东乡试，二十九年十月升禮科都，三十二年七月遷太常寺少卿，三十五年闰六月以都察院右僉都御史巡撫湖廣。四十年八月升刑部左侍郎，以病四疏乞休，神宗不允，赴任後署都察院事。四十六年三月升户部尚书、总督仓场，四十七年正月署掌刑部印信，十一月署掌都察院印务。次年任都察院左都御史。
天启元年（1621年）加太子太保，同年冬升为吏部尚书，梃击、红丸、移宫三大案皆经其手。天启三年（1623年）九月二十六日加少保致仕。魏忠贤同黨劾其赃私，命追款十萬，遂破產。天启五年（1625年）卒。崇祯元年（1628年）赠太保。

## 事迹
張問達曾上疏彈劾李贄，說李贄刻《藏書》、《焚書》等作品，“流行海內，惑亂人心。”张问达指责李贽“以吕不韦、李园为智谋，以李斯为才力，以司马光论桑弘羊欺武帝为可笑，以秦始皇为千古一帝”。

## 家族
曾祖張璟，壽官；祖張鎬，封徵仕郎衛經歷；父張汝騋，字子修，號鶴川，眉州判官；母韓氏（贈孺人）；繼母熊氏、李氏。严侍下。兄問仁；問明；問政。

## 延伸阅读
[在维基数据编辑]
 《明史卷二百四十一》，出自《明史》